# Stenarctia abdominalis
Stenarctia abdominalis är en fjärilsart som beskrevs av Rothschild 1910. Stenarctia abdominalis ingår i släktet Stenarctia och familjen björnspinnare. Inga underarter finns listade i Catalogue of Life.